# Avitta ochromarginata
Avitta ochromarginata är en fjärilsart som beskrevs av Arnold Pagenstecher 1894. Avitta ochromarginata ingår i släktet Avitta och familjen nattflyn. Inga underarter finns listade i Catalogue of Life.